# Joakim Nyström
Joakim Nyström (ur. 20 lutego 1963 w Skellefteå) – szwedzki tenisista, reprezentant w Pucharze Davisa, zwycięzca Wimbledonu 1986 w grze podwójnej.

## Kariera tenisowa
Karierę zawodową Nyström rozpoczął w 1980 roku, a zakończył w 1989 roku. W grze pojedynczej wywalczył trzynaście tytułów rangi ATP World Tour oraz osiągnął pięć finałów.
W grze podwójnej Szwed swój największy sukces odniósł w 1986 roku wygrywając Wimbledon, w parze z Matsem Wilanderem. W finale debel pokonał 7:6, 6:3, 6:3 Gary’ego Donnellya i Petera Fleminga. W 1984 roku Nyström awansował do finału Australian Open, razem z Matsem Wilanderem. Również z Wilanderem osiągnął finał US Open w 1986 roku. W 1985 roku Wilander i Nyström awansowali do finału ATP Finals. Łącznie Nyström triumfował w ośmiu turniejach rangi ATP World Tour oraz był uczestnikiem dwunastu finałów.
W latach 1982–1987 Nyström reprezentował Szwecję w Pucharze Davisa grając w siedmiu meczach singlowych, z których w czterech zwyciężył oraz w trzech wygranych spotkaniach deblowych. W 1985 roku Szwedzi wygrali zawody po finale z RFN, a Nyström zdobył punkt deblowy, wspólnie z Wilanderem. Sukces ten tenisiści ze Skandynawii powtórzyli w 1987 roku kiedy w finale pokonali 5:0 Indie, a Nyström ponownie z Wilanderem wywalczyli punkt w grze podwójnej.
W rankingu gry pojedynczej Nyström najwyżej był na 7. miejscu (31 marca 1986), a w klasyfikacji gry podwójnej na 4. pozycji (10 listopada 1986).
Po zakończeniu tenisowej kariery Nyström był kapitanem żeńskiej reprezentacji w Fed Cup oraz współkapitanem męskiej drużyny w Pucharze Davisa razem z Matsem Wilanderem. W 2008 roku został trenerem Jarkko Nieminena i Jürgena Melzera, a w 2012 roku rozpoczął współpracę z Jackiem Sockiem.

### Finały w turniejach ATP World Tour
| Nazwa                        |
| ---------------------------- |
| Wielki Szlem                 |
| Igrzyska olimpijskie         |
| ATP Tour World Championships |
| ATP World Series             |

#### Gra pojedyncza (13–5)
| Końcowy wynik | Nr  | Data                 | Turniej      | Nawierzchnia    | Przeciwnik      | Wynik finału            |
| ------------- | --- | -------------------- | ------------ | --------------- | --------------- | ----------------------- |
| Finalista     | 1.  | 22 maja 1983         | Monachium    | Ceglana         | Tomáš Šmíd      | 0:6, 3:6, 6:4, 6:2, 5:7 |
| Zwycięzca     | 1.  | 18 grudnia 1983      | Sydney       | Trawiasta       | Mike Bauer      | 2:6, 6:3, 6:1           |
| Zwycięzca     | 2.  | 15 lipca 1984        | Gstaad       | Ceglana         | Brian Teacher   | 6:4, 6:2                |
| Zwycięzca     | 3.  | 5 sierpnia 1984      | North Conway | Ceglana         | Tim Wilkison    | 6:2, 7:5                |
| Finalista     | 2.  | 7 października 1984  | Barcelona    | Ceglana         | Mats Wilander   | 6:7, 4:6, 6:0, 2:6      |
| Zwycięzca     | 4.  | 14 października 1984 | Bazylea      | Twarda (hala)   | Tim Wilkison    | 6:3, 3:6, 6:4, 6:2      |
| Zwycięzca     | 5.  | 21 października 1984 | Kolonia      | Twarda (hala)   | Miloslav Mečíř  | 7:6, 6:2                |
| Zwycięzca     | 6.  | 12 kwietnia 1985     | Monachium    | Ceglana         | Hans Schwaier   | 6:1, 6:0                |
| Zwycięzca     | 7.  | 14 lipca 1985        | Gstaad       | Ceglana         | Andreas Maurer  | 6:4, 1:6, 7:5, 6:3      |
| Finalista     | 3.  | 15 września 1985     | Palermo      | Ceglana         | Thierry Tulasne | 2:6, 0:6                |
| Zwycięzca     | 8.  | 9 lutego 1986        | Toronto      | Dywanowa (hala) | Milan Šrejber   | 6:1, 6:4                |
| Zwycięzca     | 9.  | 2 marca 1986         | La Quinta    | Twarda          | Yannick Noah    | 6:1, 6:3, 6:2           |
| Finalista     | 4.  | 16 marca 1986        | Mediolan     | Dywanowa (hala) | Ivan Lendl      | 2:6, 2:6, 4:6           |
| Zwycięzca     | 10. | 30 marca 1986        | Rotterdam    | Dywanowa (hala) | Anders Järryd   | 6:0, 6:3                |
| Zwycięzca     | 11. | 27 kwietnia 1986     | Monte Carlo  | Ceglana         | Yannick Noah    | 6:3, 6:2                |
| Zwycięzca     | 12. | 4 maja 1986          | Madryt       | Ceglana         | Kent Carlsson   | 6:1, 6:1                |
| Finalista     | 5.  | 8 lutego 1987        | Lyon         | Dywanowa (hala) | Yannick Noah    | 4:6, 5:7                |
| Zwycięzca     | 13. | 2 sierpnia 1987      | Båstad       | Ceglana         | Stefan Edberg   | 4:6, 6:0, 6:3           |

#### Gra podwójna (8–12)
| Końcowy wynik | Nr  | Data                 | Turniej                    | Nawierzchnia    | Partner          | Przeciwnicy                        | Wynik finału            |
| ------------- | --- | -------------------- | -------------------------- | --------------- | ---------------- | ---------------------------------- | ----------------------- |
| Finalista     | 1.  | 18 lipca 1982        | Båstad                     | Ceglana         | Mats Wilander    | Anders Järryd Hans Simonsson       | 6:0, 3:6, 6:7           |
| Zwycięzca     | 1.  | 17 lipca 1983        | Båstad                     | Ceglana         | Mats Wilander    | Anders Järryd Hans Simonsson       | 1:6, 7:6, 7:6           |
| Finalista     | 2.  | 25 września 1983     | Genewa                     | Ceglana         | Mats Wilander    | Stanislav Birner Blaine Willenborg | 1:6, 6:2, 3:6           |
| Finalista     | 3.  | 21 października 1984 | Kolonia                    | Twarda (hala)   | Jan Gunnarsson   | Wojciech Fibak Sandy Mayer         | 1:6, 3:6                |
| Finalista     | 4.  | 9 grudnia 1984       | Australian Open, Melbourne | Trawiasta       | Mats Wilander    | Mark Edmondson Sherwood Stewart    | 2:6, 2:6, 5:7           |
| Zwycięzca     | 2.  | 27 stycznia 1985     | Filadelfia                 | Dywanowa (hala) | Mats Wilander    | Wojciech Fibak Sandy Mayer         | 3:6, 6:2, 6:2           |
| Finalista     | 5.  | 25 sierpnia 1985     | Cincinnati                 | Twarda          | Mats Wilander    | Stefan Edberg Anders Järryd        | 6:4, 2:6, 3:6           |
| Zwycięzca     | 3.  | 15 września 1985     | Palermo                    | Ceglana         | Colin Dowdeswell | Sergio Casal Emilio Sánchez        | 6:4, 6:7, 7:6           |
| Finalista     | 6.  | 20 stycznia 1986     | Masters, Nowy Jork         | Dywanowa (hala) | Mats Wilander    | Stefan Edberg Anders Järryd        | 1:6, 6:7                |
| Zwycięzca     | 4.  | 9 lutego 1986        | Toronto                    | Dywanowa (hala) | Wojciech Fibak   | Christo Steyn Danie Visser         | 6:3, 7:6                |
| Finalista     | 7.  | 27 kwietnia 1986     | Monte Carlo                | Ceglana         | Mats Wilander    | Guy Forget Yannick Noah            | 4:6, 6:3, 4:6           |
| Zwycięzca     | 5.  | 4 maja 1986          | Madryt                     | Ceglana         | Anders Järryd    | Jesus Colas David De Miguel        | 6:2, 6:2                |
| Zwycięzca     | 6.  | 6 lipca 1986         | Wimbledon, Londyn          | Trawiasta       | Mats Wilander    | Gary Donnelly Peter Fleming        | 7:6, 6:3, 6:3           |
| Finalista     | 8.  | 13 lipca 1986        | Gstaad                     | Ceglana         | Stefan Edberg    | Sergio Casal Emilio Sánchez        | 3:6, 6:3, 3:6           |
| Finalista     | 9.  | 7 września 1986      | US Open, Nowy Jork         | Twarda          | Mats Wilander    | Andrés Gómez Slobodan Živojinović  | 6:4, 3:6, 3:6, 6:4, 3:6 |
| Zwycięzca     | 7.  | 28 września 1986     | Barcelona                  | Ceglana         | Jan Gunnarsson   | Carlos di Laura Claudio Panatta    | 6:3, 6:4                |
| Finalista     | 10. | 12 lipca 1987        | Boston                     | Ceglana         | Mats Wilander    | Hans Gildemeister Andrés Gómez     | 6:7, 6:3, 1:6           |
| Finalista     | 11. | 19 lipca 1987        | Indianapolis               | Ceglana         | Mats Wilander    | Laurie Warder Blaine Willenborg    | 0:6, 3:6                |
| Zwycięzca     | 8.  | 31 lipca 1988        | Bordeaux                   | Ceglana         | Claudio Panatta  | Christian Miniussi Diego Nargiso   | 6:1, 6:4                |
| Finalista     | 12. | 7 sierpnia 1988      | Kitzbühel                  | Ceglana         | Claudio Panatta  | Sergio Casal Emilio Sánchez        | 4:6, 6:7                |